# Willie E. Gary
Willie E. Gary (* 12. Juli 1947 in Eastman, Georgia, Vereinigte Staaten von Amerika) ist ein US-amerikanischer Rechtsanwalt. Gary und seine Ehefrau Gloria gründeten im Alter von 27 Jahren die erste schwarze Anwaltskanzlei in Martin County im US-Bundesstaat Florida. Sie firmiert zurzeit unter dem Namen Gary, Williams, Parenti, Watson, Gary & Gillespie, P.L.L.C. Gary wurde in dem 2023 erschienen Film Krieg der Bestatter (engl. The Burial) von Jamie Foxx gespielt.

## Frühes Leben und Bildungsweg
Willie Edward Gary wurde am 12. Juli 1947 in Eastman im US-amerikanischen Bundesstaat Georgia als eines von elf Kindern eines Landwirts und seiner Mutter Mary Gary geboren. Mit der Unterstützung seines Vaters besuchte Gary zweimal pro Woche für jeweils einen halben Tag die Schule und arbeitete an den anderen drei Tagen mit seiner Familie auf ihrem Bauernhof. Mit 13 Jahren begann Gary seine Familie zu unterstützen, indem er einen Rasenpflegedienst eröffnete. Gary besuchte mit der Unterstützung eines Football-Stipendiums die Shaw University in Raleigh, North Carolina und schloss sein Studium im Jahr 1971 mit dem Erwerb eines Bachelors in Business administration ab. Drei Jahre später, im Jahr 1974, erhielt Gary den akademischen Grad Juris Doctor von der North Carolina Central University School of Law.

## Karriere
1995 reichte Gary im Namen des Bestattungsunternehmers Jeremiah Joseph O'Keefe aus Mississippi eine Klage gegen den kanadischen Geschäftsmann Raymond Loewen ein, nachdem Loewen eine vertragliche Vereinbarung mit O'Keefe gebrochen hatte. Gary gewann den Prozess und die Geschworenen sprachen O'Keefe 500 Millionen US-Dollar Schadensersatz zu. Obwohl der Fall später mit einer Zahlung über 175 Millionen US-Dollar außergerichtlich beigelegt wurde, führte Garys Sieg schließlich dazu, dass Loewen aus seinem Unternehmen ausschied, das später nach einer Insolvenzantragstellung umstrukturiert und an den Konkurrenten Service Corporation International verkauft werden musste. Der Fall des Bestattungsunternehmens Loewen bildete die Grundlage für den Film Krieg der Bestatter aus dem Jahr 2023 mit den Schauspielern Jamie Foxx und Tommy Lee Jones in den Hauptrollen.
Im Jahr 2000 gewann Gary einen Prozess gegen den Medienkonzern Disney wegen Diebstahls des Konzepts des ESPN Wide World of Sports Complex und erwirkte eine Entschädigung in Höhe von 240 Millionen US-Dollar.
Ein Prozess über 23 Milliarden US-Dollar, den Gary gegen den Tabakkonzern R.J. Reynolds gewonnen hatte, wurde 2019 in der Berufung aufgehoben. Der Fall ging auf den Tod von Michael Johnson aus dem Escambia County in Florida im Jahr 1996 zurück, der an Lungenkrebs gestorben war.

## Mitgliedschaften
Gary ist Mitglied der Rechtsanwaltsvereinigung American Bar Association, der Florida Bar sowie der Bürgerrechtsbewegung NAACP.

## Auszeichnungen und Ehrungen
Die Generalversammlung des Bundesstaates South Carolina wertschätzte ihn als einen der angesehensten und erfolgreichsten Anwälte in den Vereinigten Staaten.
Im Jahr 2019 erhielt er die Auszeichnung Spirit of Excellence von der American Bar Association im Caesars Palace in Las Vegas.

## Leben
Er ist mit Gloria Gary verheiratet und hat sechs Kinder, darunter Kenneth, Sekou, Kobe und Ali.